# Nicolae Robu

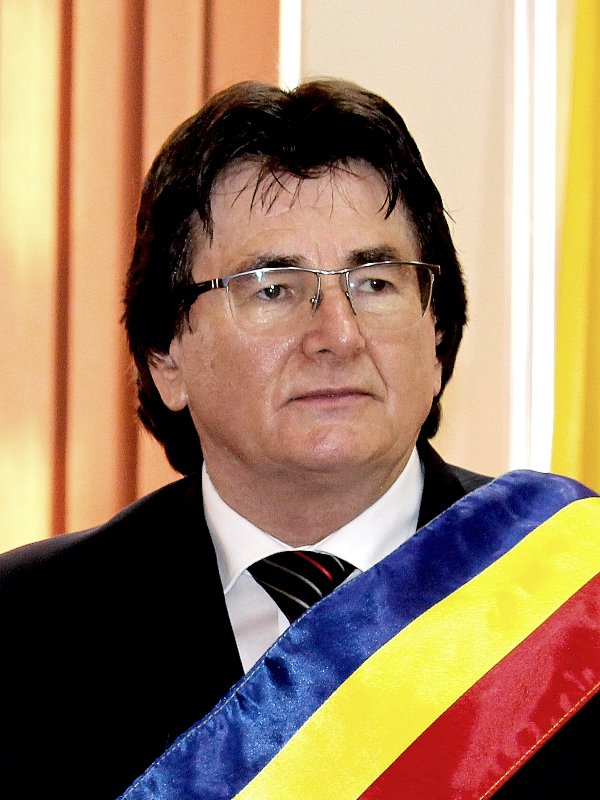
Nicolae Robu, 2017

Nicolae Robu (* 28. Mai 1955 in Bocsig) ist ein rumänischer Politiker (PNL). Er war von 2012 bis 2020 Bürgermeister von Timișoara und saß von 2008 bis 2012 im Senat für den Kreis Timiș. Von 2004 bis 2012 war er Rektor der Polytechnischen Universität Timișoara.

## Leben und politische Karriere
Robu besuchte er von 1975 bis 1980 die Polytechnischen Universität Timișoara und promovierte dort 1995 im Bereich der automatischen Kontrollsysteme. Von 1980 bis 1985 arbeitete er als Ingenieur in Timișoara, bevor er wissenschaftlicher Forscher am Institut für Automatikforschung der Stadt wurde. Ab 1986 lehrte er an seiner Alma Mater und wurde 1997 zum Universitätsprofessor ernannt. Von 1990 bis 2004 war er stellvertretender Rektor der Universität, von 2004 bis 2012 war er deren Rektor. Im Jahr 2008 wurde er für den Kreis Timiș in den rumänischen Senat gewählt und saß dort im Bildungsausschuss. Im Juni 2012 legte er sein Mandat nieder. Im selben Monat gewann er bei den Kommunalwahlen das Rennen um das Amt des Bürgermeisters von Timișoara, wobei er auf der Liste der PNL kandidierte. Bei der Bürgermeisterwahl 2020 unterlag der dem deutsche Kandidaten Dominic Fritz.

### Korruptionsvorwürfe
Im März 2023 ermittelte die Nationale Antikorruptionsbehörde gegen den Robu und drei ehemalige Spitzenbeamte seiner Verwaltung im Zusammenhang mit der illegalen Ausstellung einer Baugenehmigung. Neben Robu sollen sich weiter Beamte des Amtsmissbrauchs schuldig gemacht haben. Demnach sollen sie im Jahre 2018 eine Baugenehmigung erteilt haben, die gegen die Vorgaben des sogenannten „städtebaulichen Zertifikats“ und somit gegen die Bestimmungen geltender Gesetze verstoßen habe.

### Privates
Robu ist verheiratet und hat zwei Kinder.